# 范宗尹
范宗尹（1100年—1136年），字觉民，襄阳邓城（今湖北襄樊西北）人，宋朝官员。

## 生平
少年好学。宣和三年，上舍登進士第。累迁侍御史、右谏议大夫。靖康初年，金人南下，欽宗召群臣商討對策，他建言割地求和。因此罢归。张邦昌被立為楚王，复其职，暗中派他去向康王劝进。建炎元年（1127年）六月，求去，為徽猷閣侍制、知舒州（今安徽安慶市）事。是月，坐嘗事偽庭，落職，提舉杭州洞霄宮。因反對李綱為相，又被劾曾受張邦昌偽命，責鄂州（今湖北武昌）安置。召为中书舍人，迁御史中丞。三年（1129年），拜参知政事，四年（1130年），接替吕颐浩为相，守尚书右仆射、同中书门下平章事兼御营使。绍兴元年（1131年）二月辛巳，太陽表面出現黑子，宗尹認為是辅政無能所致，請求罷免，不许。晚年为秦桧所排挤，出京擔任溫州知州。六年（1136年），退居天台，同年八月初四日卒，年三十七，贈特進。史稱范宗尹“既未嘗歷州縣，不知民間疾苦，又惡聞弊事。”

## 家族
- 曾祖：范德，贈太子少保
- 曾祖母：朱氏
- 曾祖母：楊氏
- 祖：范昌，贈太子少傅
- 父：范昱，贈太子少師
- 前母：李氏
- 前母：郝氏
- 母：李氏
- 妻：張氏，封和義郡夫人

## 延伸阅读
[在维基数据编辑]
 《宋史·卷362》，出自脱脱《宋史》